# Niederbergisches Land

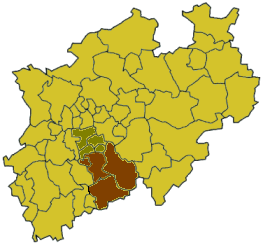
Das niederbergische Land (olivgrün) und das südliche Bergische Land (braun)

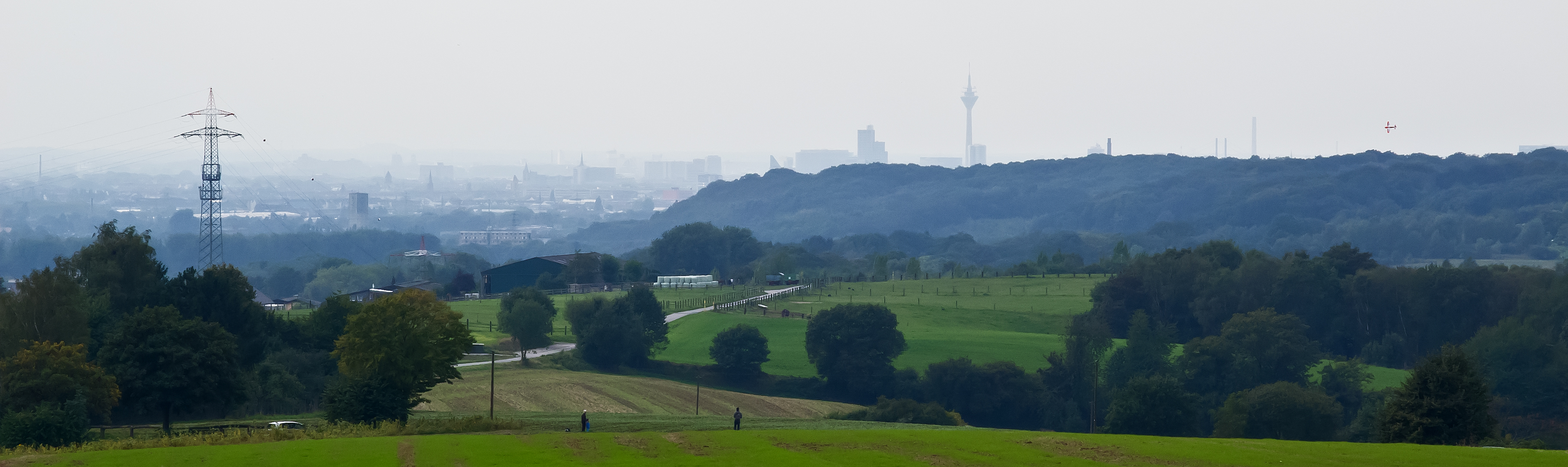
Gerresheimer Höhen

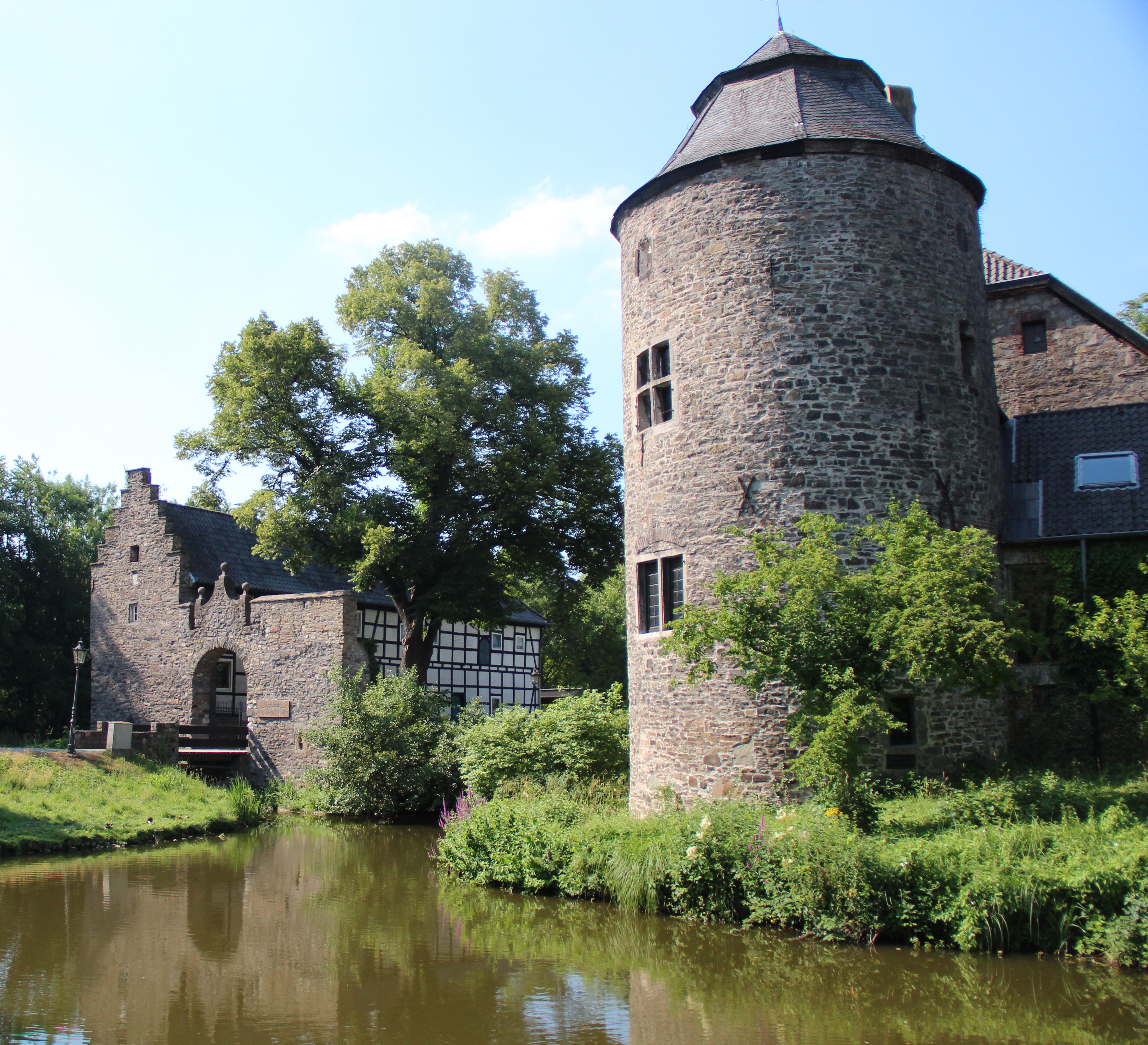
Haus zum Haus, Wasserschloss in Ratingen

Als Niederbergisches Land oder Niederberg wird der Nordteil des Bergischen Landes in Nordrhein-Westfalen bezeichnet.

## Geographie und historische Ausbreitung
Vom Deilbach in Velbert-Langenberg, der die historische Grenze nach Westfalen markiert, erstreckt es sich über abfallende Terrassen Richtung Westen. 
Landschaftlich bildet im Norden die Ruhr die Grenze; da dieser nördlichste Teil heute zur Industrieregion Ruhrgebiet gehört, wird er nur landschaftlich zum Niederbergischen Land gerechnet. Im Westen bildet der Rhein und im Süden die Wupper die Grenze des Niederbergischen Landes. 
Historisch gehören die Stadt Düsseldorf (über Jahrhunderte Hauptstadt des Bergischen Landes), Teile der Stadt Oberhausen (Alstaden und Dümpten), Mülheim an der Ruhr, Kettwig vor der Brücke und der Duisburger Süden zum Niederbergischen Land, da sie bis zu dessen Auflösung dem Herzogtum Berg angehörten. Wuppertal, geographisch an der Grenze zwischen Ober- und Niederbergischem Land gelegen, wird heutzutage keinem der beiden Teile mehr zugerechnet, sondern dem bergischen Städtedreieck oder (seltener) dem mittelbergischen Land. Unter dieser Annahme ist die höchste Erhebung Niederbergs mit 303,4 m ü NN der Fettenberg, an der Grenze zu Wuppertal.

## Wandel der geographischen Zuordnung
Der Begriff „Niederberg“ wurde historisch benutzt, um die nordwestlichen Teile des bergischen Landes gegen die höher gelegenen Teile („Oberberg“) abzugrenzen. Wie aus dem Zuständigkeitsbereich des 1877 gegründeten Turnverbandes Niederberg hervorgeht (Städte Erkrath, Haan, Hilden, Langenfeld, Monheim, Leverkusen, Leichlingen und Solingen), bezog sich der Name auf ein weitaus größeres Gebiet als heutzutage. Im nördlichen Teil des Niederbergischen Landes liegen die zum Kreis Mettmann gehörenden Städte Heiligenhaus, Velbert und Wülfrath. Bestrebungen in den 1970er Jahren scheiterten, diese Städte – zusammen mit den damals noch selbstständigen Gemeinden Langenberg und Neviges – zur Großstadt Niederberg zusammenzufassen. In Wülfrath, Haan, Velbert und Heiligenhaus ist die Identifizierung mit Niederberg noch groß, sodass die sich die Einwohner dort oft als Niederberger bezeichnen.

## Tourismus
In der Marketingstrategie des Kreises Mettmann werden die Begriffe „Niederberg“ oder „niederbergisches Land“ durch die Wortneuschöpfung Neanderland ersetzt. In diesem Zusammenhang entstand auch der Neanderlandsteig, ein 2013 eröffneter Rundwanderweg, welcher viele Sehenswürdigkeiten miteinander verbindet. Ein Bahntrassenradweg wurde auf der stillgelegten Niederbergbahn eingerichtet und aufgrund der weiten Aussichten „Panoramaradweg Niederbergbahn“ genannt. Bedeutsam ist auch die Marienwallfahrt Neviges.